# 扎普松
48°16′48″N 22°28′12″E / 48.28000°N 22.47000°E
扎普松（烏克蘭語：Запсонь），是烏克蘭西部的村莊，隸屬外喀爾巴阡州的貝雷霍韋區。該村始建於1388年，面積4.5平方公里，海拔高度127米，2001年人口1,799，人口密度每平方公里399.69人。